# Ґодрик з Мапстона

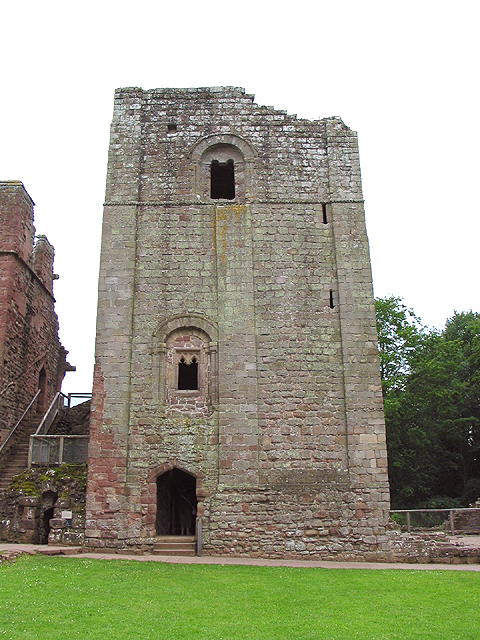
Великий донжон у замку Ґодрич, який стоїть на місці оригінального земляного та дерев'яного укріплення Ґодрика з Мапстона.

Ґодрик з Мапстона (англ. Godric of Mappestone) був англосаксонським теном і землевласником, згаданим у Книзі Страшного суду 1086 року як орендар Говела в сучасному Герфордширі. Ґодрик найбільш відомий будівництвом першої дерев'яної версії замку Ґодрич, ймовірно, наприкінці 1080-х років, коли він спочатку був відомий як Castellum Godrici, або «замок Ґодрика», що й дало назву селу Ґодріч. Однак вікторіанські історики вважали, що замок датується ще до донормандських часів завоювання короля Канута, і це місце, можливо, було одним із небагатьох саксонських укріплень уздовж валлійського кордону.